# Leptoctenopsis mena
Leptoctenopsis mena là một loài bướm đêm trong họ Geometridae.